# العلاقات الأردنية الجورجية
العلاقات الأردنية الجورجية هي العلاقات الثنائية التي تجمع بين الأردن وجورجيا.

## مقارنة بين البلدين
هذه مقارنة عامة ومرجعية للدولتين:
| وجه المقارنة                                              | الأردن                   | جورجيا                          |
| --------------------------------------------------------- | ------------------------ | ------------------------------- |
| المساحة (كم2)                                             | 89.34 ألف                | 69.70 ألف                       |
| عدد السكان (نسمة)                                         | 9.81 مليون               | 3.72 مليون                      |
| الكثافة السكانية (ن./كم²)                                 | 109.81                   | 53.37                           |
| العاصمة                                                   | عمان                     | تبليسي، كوتايسي                 |
| اللغة الرسمية                                             | اللغة العربية            | اللغة الجورجية، اللغة الأبخازية |
| العملة                                                    | دينار أردني              | لاري جورجي                      |
| الناتج المحلي الإجمالي (بليون دولار)                      | 40.07 مليار              | 15.16 مليار                     |
| الناتج المحلي الإجمالي (تعادل القوة الشرائية) بليون دولار | 82.80 مليار              | 35.68 مليار                     |
| الناتج المحلي الإجمالي الاسمي للفرد دولار أمريكي          | 4.94 ألف                 | 3.79 ألف                        |
| الناتج المحلي الإجمالي للفرد دولار أمريكي                 | 12.05 ألف                |                                 |
| مؤشر التنمية البشرية                                      | 0.748                    | 0.754                           |
| رمز المكالمات الدولي                                      | +962                     | +995                            |
| رمز الإنترنت                                              | .jo                      | .ge، .გე ‏                       |
| المنطقة الزمنية                                           | ت ع م+02:00، ت ع م+03:00 | ت ع م+04:00                     |

## منظمات دولية مشتركة
يشترك البلدان في عضوية مجموعة من المنظمات الدولية، منها:
| علم المنظمة | اسم المنظمة                   | تاريخ انضمام الأردن | تاريخ انضمام جورجيا |
| ----------- | ----------------------------- | ------------------- | ------------------- |
|             | يونسكو                        | 14 يونيو 1950       | 7 أكتوبر 1992       |
|             | مؤسسة التمويل الدولية         | 20 يوليو 1956       | 29 يونيو 1995       |
|             | مؤسسة التنمية الدولية         | 4 أكتوبر 1960       | 31 أغسطس 1993       |
|             | منظمة التجارة العالمية        | ?                   | 14 يونيو 2000       |
|             | الاتحاد البريدي العالمي       | ?                   | ?                   |
|             | الاتحاد الدولي للاتصالات      | 20 مايو 1947        | 7 يناير 1993        |
|             | الأمم المتحدة                 | 14 ديسمبر 1955      | 31 يوليو 1992       |
|             | البنك الدولي للإنشاء والتعمير | 29 أغسطس 1952       | 7 أغسطس 1992        |

## وصلات خارجية
- موقع وزارة الخارجية الأردنية
- موقع وزارة الخارجية الجورجية